# Santa Lucía La Reforma
Santa Lucía La Reforma est une ville du Guatemala dans le département de Totonicapán.